# Quatuor Danel

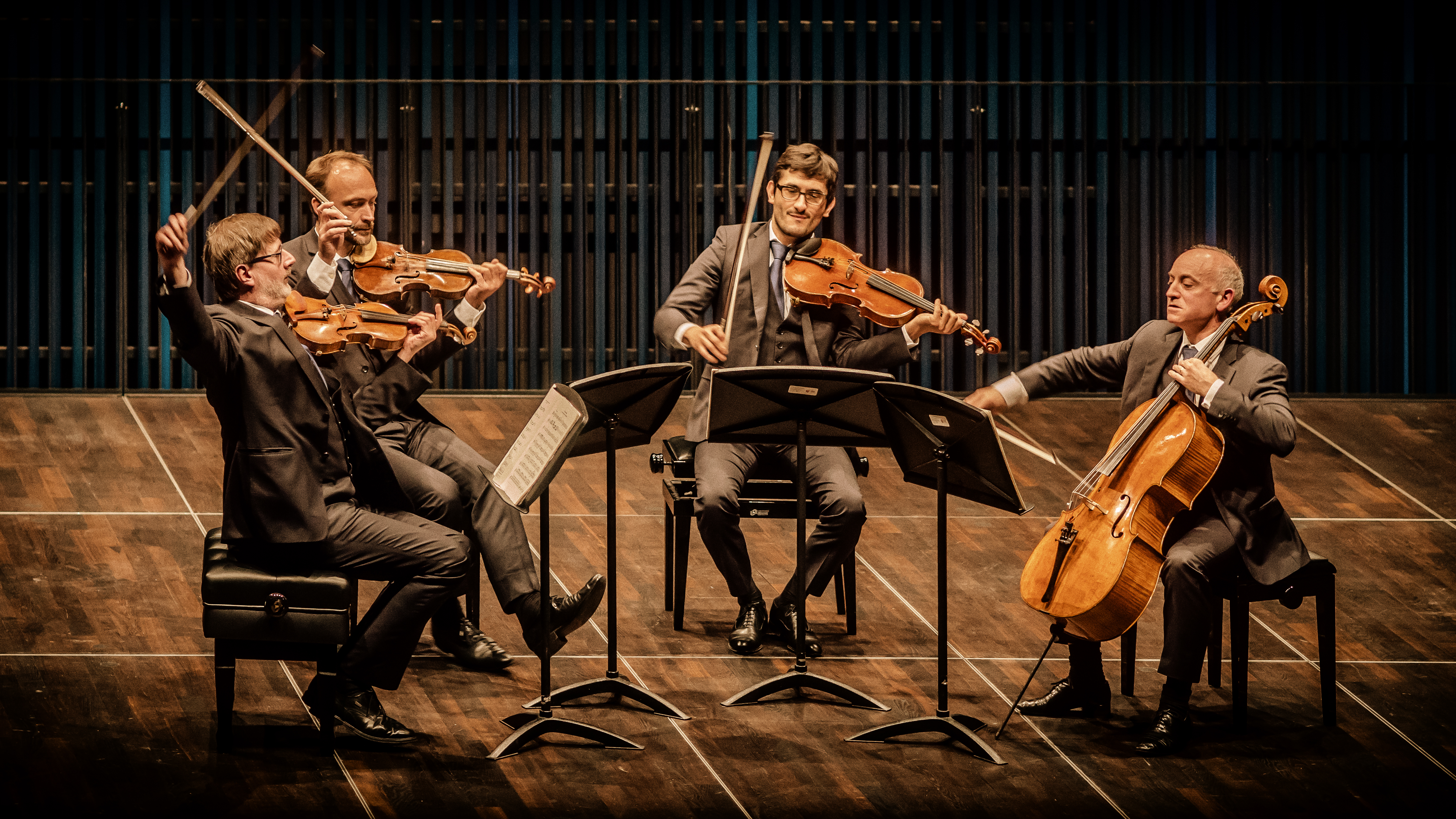
Quatuor Danel (2017)

Das Quatuor Danel beziehungsweise Danel-Quartett ist ein Streichquartett mit Sitz in Brüssel. Es wurde im Juni 1991 gegründet. In seiner Ausbildung arbeitete es mit dem Amadeus-Quartett zusammen. Anlässlich der Gesamtaufnahme der Streichquartette von Schostakowitsch arbeitete es mit dem Borodin-Quartett und Feodor Drushinin vom Beethoven-Quartett. Walter Levin vom LaSalle-Quartett war ein weiterer Mentor. Das Danel Quartett sieht sich neben der klassischen Literatur zeitgenössischer Musik insbesondere frankophoner Herkunft verpflichtet.
Das Quatuor Danel ist seit 2005 „quartet in residence“ an der Universität Manchester und beim Kammermusikfestival in Kuhmo/Finnland.

## Mitglieder
- Marc Danel – Violine (seit 1991)
- Gilles Milet – Violine (seit 1991)
- Vlad Bogdanas – Viola (seit 2005)
- Yovan Markovitch – Violoncello (seit 2013)

### Frühere Mitglieder
- Juliette Danel – Viola (1991–1997)
- Tony Nys – Viola (1998–2005)
- Guy Danel – Violoncello (1991–2013)

## Diskographie
- Dmitri Schostakowitsch – alle Streichquartette – Fuga libera FUG512; 5CD
- Peter Swinnen-Lydia Chagoll – La vieille Dame et la Fille Nomade – Artist consultancy DIS 001
- Ahmed Adnan Saygun – alle Streichquartette – CPO 999 923-2; 2CD
- Hao-Fu-Zhang – Qia-Xiao – Cypres CYP4617
- Felix Mendelsson – Streichquartette op. 44, 1+2 – Eufoda 1355
- Pascal Dusapin, René Koering – Streichquartette – Accord 476 1919
- Elmar Lampson – Fadenkreuze – Col Legno 20 234
- Adolphe Biarent – Quintette mit Klavier – Cypres CYP4611
- André Souris – Musiques – Cypres CYP4610
- Benoît Mernier – Les idées heureuses – Cypres CYP4613
- Patrick De Clerck – Musiques de Chambre – Megadisc MDC 7866
- Charles Gounod – 3 Quartette – Auvidis V4798
- Manuel Rosenthal – Musique de Chambre – Calliope CAL 9894
- Karel Goeyvaerts – Streichquartette – Megadisc MDC 7853
- Nicolas Bacri – Musique de Chambre – REM 311 276XCD
- Alexander Raskatow – Musique de Chambre – Megadisc MDC 7825
- Mieczysław Weinberg – alle Streichquartette – CPO

Im Brucknerjahr 2024 spielte das Quatuor Danel am 1. Oktober ein Integral der Komposition für Streichquartett, die Anton Bruckner zwischen 1861 und 1863 komponierte während seines Unterrichts bei Otto Kitzler komponierte. – u. a. eine Uraufführung der Sechs Scherzi für Streichquartett, WAB 209.